# Hiperholesterolemija
Hiperholesterolemija, imenovana tudi povišan holesterol, predstavlja prisotnost visoke ravni holesterola v krvi. Gre za obliko hiperlipidemije (visoke ravni lipidov v krvi), hiperlipoproteinemije (visoke ravni lipoproteinov v krvi) in dislipidemije (kakršnekoli nepravilnosti ravni lipidov in lipoproteinov v krvi).
Povišane vrednosti celokupnega holesterola in LDL v krvi so lahko posledica prehrane, debelosti, dednih (genetskih) bolezni (kot so mutacije receptorjev za LDL pri družinski hiperholesterolemiji) ali prisotnosti drugih bolezni, kot sta sladkorna bolezen tipa 2 in premalo delujoča ščitnica (hipotiroza).
Holesterol je eden od treh glavnih vrst lipidov, ki jih vse živalske celice uporabljajo za izdelavo svojih membran in jih zato tudi proizvajajo. Rastlinske celice sicer proizvajajo fitosterole (podobne holesterolu), vendar v dokaj majhnih količinah. Holesterol je tudi prekurzor (predhodnik) steroidnih hormonov in žolčnih kislin. Ker je holesterol v vodi netopen, se v krvni plazmi prenaša znotraj beljakovinskih delcev (lipoproteinov). Lipoproteine razvrščamo glede na njihovo gostoto na lipoproteine zelo nizke gostote (VLDL), lipoproteine srednje gostote (IDL), lipoproteine nizke gostote (LDL) in lipoproteine visoke gostote (HDL). Vsi lipoproteini vsebujejo holesterol, vendar so povišane ravni lipoproteinov, ki niso HDL (imenovani ne-HDL holesteroli), predvsem LDL holesterola, povezane s povečanim tveganjem za aterosklerozo in koronarno srčno bolezen. Nasprotno pa so višje ravni HDL holesterola zaščitne.
Med priporočene prehranske ukrepe za zmanjšanje skupnega in LDL holesterola v krvi pri odraslih spadajo izogibanje transmaščobam in nadomeščanje nasičenih maščob v prehrani s polinenasičenimi maščobami. Pri osebah z zelo visokim holesterolom (npr. družinska hiperholesterolemija) prehrana pogosto ne zadošča za doseganje želenega znižanja LDL holesterola in so običajno potrebna zdravila za zniževanje lipidov. Za posebno hude podtipe družinske hiperholesterolemije se, če je potrebno, izvajajo tudi druge oblike zdravljenje, kot sta LDL afereza ali celo kirurški poseg. Približno 34 milijonov odraslih v ZDA ima povišan holesterol v krvi.

## Znaki in simptomi
Čeprav je hiperholesterolemija sama po sebi asimptomatska, lahko dolgotrajno zvišanje serumskega holesterola privede do ateroskleroze (arterije postanejo bolj toge). Skozi desetletja povišan serumski holesterol prispeva k nastanku ateromatoznih oblog v arterijah. To vodi do postopnega zoženja prizadetih arterij. Manjši plaki (obloge) lahko tudi počijo in povzročijo nastanek strdka ter s tem oviro pretoka krvi. Nenadna blokada v koronarni arteriji lahko povzroči srčni napad (infarkt). Blokada arterije, ki oskrbuje možgane, lahko povzroči možgansko kap. Če je razvoj stenoze ali okluzije postopen, se prekrvavitev tkiv in organov počasi zmanjšuje, dokler funkcija organov ne oslabi. Na tej točki se lahko ishemija tkiva (omejitev oskrbe s krvjo) pokaže s posebnimi simptomi. Primer je začasna možganska ishemija (običajno imenovana prehodni ishemični napad ali tranzitorna ishemična ataka, okrajšava TIA), ki se pokaže kot začasna izguba vida, omotica, težave z ravnotežjem, težave pri govoru, šibkost ali otrplost ali mravljinčenje, običajno po eni strani telesa. Nezadostna oskrba srca s krvjo lahko povzroči bolečine v prsnem košu, ishemija očesa pa kot prehodna izguba vida na enem očesu. Nezadostna oskrba nog s krvjo se lahko kaže kot bolečina v mečih med hojo, medtem ko se v črevesju lahko kaže kot bolečina v trebuhu po obroku.
Nekatere vrste hiperholesterolemije vodijo do pojava specifičnih fizičnih znakov. Na primer družinska hiperholesterolemija (hiperlipoproteinemija tipa IIa) je povezana s pojavi ksantelazme palpebrarum (rumenkastih list pod kožo okoli vek), arcusa senilisa (belega ali sivega obarvanja periferije roženice) in ksantomatov oz. odlaganja rumenkastega materiala, bogatega s holesterolom, na kite (predvsem prstov). Hiperlipidemija tipa III je lahko povezana s ksantomati dlani, kolen in komolcev.

## Vzroki
Hiperholesterolemija je običajno posledica kombinacije okoljskih in genetskih dejavnikov. Med okoljske dejavnike spadajo telesna teža, prehrana in stres, prav tako je dejavnik tveganja osamljenost.

### Prehrana
Prehrana vpliva na raven holesterola v krvi, vendar se ta učinek pri posameznikih razlikuje.
LDL in skupni holesterol se povečata ob visokem vnosu sladkorja ali nasičenih maščob. Dokazano je, da transmaščobe znižajo raven HDL in hkrati zvišajo raven LDL.
Pregled študij iz leta 2016 je našel okvirne dokaze, da je holesterol v prehrani povezan s povišanim holesterolom v krvi. Leta 2018 so postavili domnevo, da obstaja med vnosom holesterola in ravnijo LDL-a skromno pozitivno razmerje, povezano z odmerkom.

### Zdravstvena stanja in zdravljenje
Številna druga stanja lahko povišajo raven holesterola, vključno s sladkorno boleznijo tipa 2, debelostjo, uživanjem alkohola, monoklonsko gamapatijo, dializo, nefrotskim sindromom, hipotirozo, Cushingovim sindromom in anoreksijo nervozo. Tudi številna zdravila lahko vplivajo na presnovo lipidov: tiazidni diuretiki, ciklosporin, glukokortikoidi, zaviralci beta, retinojska kislina, antipsihotiki, nekateri antikonvulzivi in zdravila za HIV ter interferoni.

### Genetika
Dedni prispevki so običajno posledica učinkov več genov (so poligenski), čeprav so občasno lahko posledica ene same genske napake, na primer pri družinski hiperholesterolemiji. Pri njej so lahko prisotne mutacije v genu APOB (avtosomno dominantni), LDLRAP1 (avtosomno recesivni), HCHOLA3 (avtosomno dominantni v genu PCSK9) ali gena za LDL receptor. Družinska hiperholesterolemija prizadene približno eno osebo na 250.
Litovska judovska populacija lahko kaže učinek genetskega ustanovitelja. Ena izmed različic gena G197del LDLR, ki je vpletena v družinsko hiperholesterolemijo, je bila datirana v 14. stoletje. Uporabnost teh različic je bila predmet razprave.

## Diagnostika
Holesterol se v ZDA in nekaterih drugih državah meri v miligramih na deciliter (mg/dL) krvi. V Združenem kraljestvu, večini evropskih držav in Kanadi so merilo milimoli na liter krvi (mmol/L).
| Tip holesterola   | mmol/L  | mg/dL   | Interpretacija              |
| ----------------- | ------- | ------- | --------------------------- |
| skupni holesterol | <5,2    | <200    | zaželeno                    |
| skupni holesterol | 5,2-6,2 | 200-239 | mejno                       |
| skupni holesterol | >6,2    | >240    | visoko                      |
| LDL               | <2,6    | <100    | najbolj zaželeno            |
| LDL               | 2,6-3,3 | 100-129 | dobro                       |
| LDL               | 3,4-4,1 | 130-159 | mejno visoko                |
| LDL               | 4,1-4,9 | 160-189 | visoko in neželeno          |
| LDL               | >4,9    | >190    | zelo visoko                 |
| HDL               | <1,0    | <40     | neželeno, povišano tveganje |
| HDL               | 1,0-1,5 | 41-59   | dobro, vendar ne optimalno  |
| HDL               | >1,55   | >60     | dobro, tveganje zmanjšano   |

Nacionalna zdravstvena služba Združenega kraljestva za zdrave odrasle priporoča zgornjo mejo skupnega holesterola 5 mmol/L in holesterola lipoproteinov nizke gostote (LDL) 3 mmol/L. Za ljudi z visokim tveganjem za srčno-žilne bolezni je priporočena meja za skupni holesterol 4 mmol/L, za LDL pa 2 mmol/L.
V ZDA Nacionalni inštitut za srce, pljuča in kri v okviru Nacionalnega inštituta za zdravje razvršča zaželeno raven skupnega holesterola pod 200 mg/dL. Vrednosti 200 do 239 mg/dL so mejne, vrednosti 240 mg/dL ali več pa visoke.
Absolutne meje med normalnimi in nenormalnimi ravnmi holesterola ni, vrednosti pa je treba upoštevati v povezavi z drugimi zdravstvenimi stanji in dejavniki tveganja.
Višje ravni celokupnega holesterola povečajo tveganje za srčno-žilne bolezni, zlasti koronarno srčno bolezen. Ravni LDL ali ne-HDL holesterola napovedujejo prihodnjo koronarno srčno bolezen. Do sedaj še ni bil sprejet konsenz, kateri je boljši napovedovalec. Visoke ravni LDL-a so lahko še posebej škodljive, čeprav njegovo določanje ni priporočljivo za napovedovanje tveganja. V preteklosti so bile ravni LDL in VLDL le redko izmerjene neposredno zaradi stroškov.
Ravni trigliceridov na tešče so bile vzete kot indikator ravni VLDL (na splošno je približno 45 % trigliceridov na tešče sestavljenih iz VLDL), medtem ko je bil LDL običajno ocenjen s Friedewaldovo formulo:
LDL = skupne holesterol – HDL – (0.2 x trigliceridi)
Ta enačba ne velja za rezultate vzorcev krvi, ki niso bili odvzeti na tešče ali če so trigliceridi na tešče povišani (>4,5 mmol/L ali >~400 mg/dL). Nedavne smernice zato zagovarjajo uporabo neposrednih metod za merjenje LDL, kjerkoli je to mogoče. Pri ocenjevanju hiperholesterolemije je lahko koristno, če se izmeri vse podfrakcije lipoproteinov (VLDL, IDL, LDL in HDL), prav tako pa je lahko v pomoč merjenje apolipoproteinov in lipoproteina (a). Genetski pregled se svetuje, če obstaja sum na obliko družinske hiperholesterolemije.

### Klasifikacija
Klasično je bila hiperholesterolemija kategorizirana glede na elektroforezo lipoproteinov in Fredricksonovo klasifikacijo. Novejše metode, kot je "analiza podrazreda lipoproteinov", so prinesle pomembne izboljšave pri razumevanju povezave med napredovanjem ateroskleroze in kliničnimi posledicami. Če je hiperholesterolemija dedna (družinska hiperholesterolemija), je pogosteje prisotna tudi družinska anamneza prezgodnje oz. zgodnejše ateroskleroze.

## Presejanje
Delovna skupina za preventivne storitve ZDA je leta 2008 močno priporočila rutinske preglede za moške, stare 35 let in več, ter ženske, stare 45 let in več, za lipidne motnje in zdravljenje nenormalnih vrednosti maščob pri ljudeh s povečanim tveganjem za ishemično bolezen srca. Priporočajo tudi redno pregledovanje moških, starih od 20 do 35 let, in žensk, starih od 20 do 45 let, če imajo druge dejavnike tveganja za koronarno srčno bolezen. Leta 2016 so ugotovili, da testiranje splošne populacije, mlajše od 40 let brez simptomov, ni dokazano koristno.
V Kanadi je presejanje priporočljivo za moške, stare 40 let in več, ter ženske, stare 50 let in več. Pri tistih z normalno ravnijo holesterola se presejalni pregled priporoča enkrat na pet let. Ko ljudje jemljejo statin, nadaljnje testiranje ne prinaša veliko koristi, razen morda ugotavljanja skladnosti z zdravljenjem.
Ko v Združenem kraljestvu nekomu odkrijejo družinsko hiperholesterolemijo, kliniki, družina ali oboji stopijo v stik s sorodniki v prvem in drugem kolenu, da se javijo za testiranje in zdravljenje. Raziskave kažejo, da že samo stik s kliniki pripomore k temu, da se več ljudi javi na testiranje.

## Zdravljenje
V tujini priporočila za zdravljenje temeljijo na stopnjah tveganja za bolezni srca. Za vsako stopnjo tveganja se določijo ravni holesterola LDL, ki predstavljajo cilje in zgornje meje holesterola za zdravljenje in druge ukrepe. Višja, kot je kategorija tveganja, nižje so želene ravni holesterola.
| Višina tveganja | Kriteriji                   | Kriteriji | Kriteriji                                   | Razmislek o spremembi življenjskega sloga | Razmislek o spremembi življenjskega sloga | Razmislek o zdravilih | Razmislek o zdravilih |
| Višina tveganja | Število dejavnikov tveganja |           | 10-letno tveganje za ishemično bolezen srca | mmol/L                                    | mg/dL                                     | mmol/L                | mg/dL                 |
| --- | --------------------------- | --------- | ------------------------------------------- | ----------------------------------------- | ----------------------------------------- | --------------------- | --------------------- |
| Visoko | Predhodna bolezen srca      | ALI       | >20 %                                       | >2,6                                      | >100                                      | >2,6                  | >100                  |
| Zmerno visoko | 2 ali več                   | IN        | 10-20 %                                     | >3,4                                      | >130                                      | >3,4                  | >130                  |
| Zmerno | 2 ali več                   | IN        | <10 %                                       | >3,4                                      | >130                                      | >4,1                  | >160                  |
| Nizko | 0 ali 1                     | 0 ali 1   | 0 ali 1                                     | >4,1                                      | >160                                      | >4,9                  | >190                  |
| †Dejavniki tveganja vključujejo kajenje, povišan krvni tlak (≥140/90 mmHg ali jemanje antihipertenzivnih zdravil), nizek HDL (<40 mg/dL), družinsko anamnezo prezgodnje bolezni srca in starost (moški ≥45 let; ženske ≥55 let). |                             |           |                                             |                                           |                                           |                       |                       |

Za ljudi z visokim tveganjem za srčnožilne dogodke se je pokazalo, da kombinacija spremembe življenjskega sloga in zdravljenje s statini zmanjšata umrljivost.

### Življenjski slog
Spremembe življenjskega sloga, priporočene za tiste z visokim holesterolom, vključujejo: opustitev kajenja, omejitev uživanja alkohola, povečanje telesne dejavnosti in vzdrževanje zdrave telesne teže.
Posamezniki s prekomerno telesno težo ali debelostjo lahko znižajo holesterol v krvi s hujšanjem – v povprečju lahko kilogram izgube teže zniža holesterol LDL za 0,8 mg/dl.

### Dieta
Prehrana z visokim deležem zelenjave, sadja, prehranskih vlaknin in nizko vsebnostjo maščob povzroči zmerno znižanje celotnega holesterola.
Uživanje prehranskega holesterola povzroči majhno zvišanje serumskega holesterola, katerega obseg je mogoče predvideti z uporabo Keysovih in Hegstedovih enačb. Prehranske omejitve za holesterol so predlagali v Združenih državah Amerike, ne pa tudi v Kanadi, Združenem kraljestvu in Avstraliji. Vendar pa je leta 2015 svetovalni odbor za prehranske smernice v Združenih državah Amerike odstranil svoje priporočilo o omejitvi vnosa holesterola.
Cochrane pregled iz leta 2020 je ugotovil, da je zamenjava nasičenih maščob s večkrat nenasičenimi maščobami prinesla majhno zmanjšanje pojavnosti srčnožilnih bolezni z znižanjem holesterola v krvi. Druge raziskave niso odkrile učinka nasičenih maščob na srčnožilne bolezni. Transmaščobe so prepoznane kot potencialni dejavnik tveganja za srčnožilne bolezni, povezane s holesterolom, zato se glede njih priporoča izogibanje v prehrani odraslih.
Nacionalno združenje za lipide (National Lipid Association) priporoča, da ljudje z družinsko hiperholesterolemijo omejijo vnos skupnih maščob na 25–35 % energijskega vnosa, nasičenih maščob na manj kot 7 % energijskega vnosa in holesterola na manj kot 200 mg na dan. Zdi se, da spremembe skupnega vnosa maščob pri nizkokaloričnih dietah ne vplivajo na holesterol v krvi.
Pokazalo se je, da povečan vnos topnih vlaken zmanjša raven LDL holesterola, pri čemer vsak dodaten gram topnih vlaknin zmanjša LDL v povprečju za 2,2 mg/dL (0,057 mmol/L). Večje uživanje polnozrnatih žit prav tako zmanjša LDL holesterol, pri čemer je polnozrnati oves še posebej učinkovit. Vključitev 2 g fitosterolov in fitostanolov na dan ter 10 do 20 g topnih vlaknin na dan zmanjša absorpcijo holesterola s hrano. Prehrana z visoko vsebnostjo fruktoze lahko zviša raven LDL holesterola v krvi.

### Zdravila
Poleg spremembe življenjskega sloga se najpogosteje za nižanje ravni holesterola uporabljajo statini. Ti lahko znižajo skupni holesterol za približno 50 % pri večini ljudi in so učinkoviti pri zmanjševanju tveganja za srčno-žilne bolezni tako pri ljudeh s kot tudi brez že obstoječe srčnožilne bolezni. Pri ljudeh brez srčnožilnih bolezni je bilo dokazano, da statini zmanjšajo umrljivost zaradi vseh vzrokov, smrtno in nesmrtno koronarno srčno bolezen ter možgansko kap. Večja korist je opazna pri uporabi visoko intenzivne terapije s statini. Statini lahko izboljšajo kakovost življenja, če se uporabljajo pri ljudeh brez obstoječe srčnožilne bolezni (v primarni preventivi). Statini znižujejo holesterol pri otrocih s hiperholesterolemijo, vendar nobena študija od leta 2010 ne kaže pomembnih rezultatov, zato je glavna terapija v otroštvu dieta.
Druge učinkovine, ki se lahko uporabljajo za zdravljenje hiperholesterolemije, vključujejo fibrate, niacin in holestiramin. Ti pa so priporočljivi le, če bolnik statinov ne prenaša ali pri nosečnicah. Injekcijska protitelesa proti proteinu PCSK9 (evolokumab, bokocizumab, alirokumab) lahko znižajo holesterol LDL in dokazano zmanjšajo umrljivost.

### Smernice
V ZDA obstajajo smernice iz Nacionalnega izobraževalnega programa o holesterolu iz leta 2004 in skupnega organa strokovnih združenj, ki jih vodi Ameriško združenje za srce.
V Združenem kraljestvu je Nacionalni inštitut za zdravje in klinično odličnost pripravil priporočila za zdravljenje povišanih ravni holesterola, objavljena leta 2008, leta 2014 pa so se pojavile nove smernice, ki pokrivajo preprečevanje srčnožilnih bolezni na splošno.
Delovna skupina za obvladovanje dislipidemij Evropskega kardiološkega združenja in Evropskega združenja za aterosklerozo sta leta 2011 objavila smernice za obvladovanje dislipidemij.

### Posebne populacije
Pri ljudeh, katerih pričakovana življenjska doba je razmeroma kratka, hiperholesterolemija ni dejavnik tveganja za smrt zaradi katerega koli vzroka, vključno s koronarno srčno boleznijo. Pri ljudeh, starejših od 70 let, hiperholesterolemija ni dejavnik tveganja za hospitalizacijo zaradi miokardnega infarkta ali angine pektoris. Obstajajo tudi povečana tveganja uporabe statinov pri ljudeh, starejših od 85 let. Zaradi tega se zdravila, ki znižujejo raven lipidov, ne smejo rutinsko uporabljati pri ljudeh z omejeno pričakovano življenjsko dobo.
American College of Physicians priporoča naslednje za zdravljenje hiperholesterolemije pri ljudeh s sladkorno boleznijo:
1. Zdravila za zniževanje maščob je treba uporabiti za sekundarno preprečevanje srčno-žilne umrljivosti in obolevnosti pri vseh odraslih z znano boleznijo koronarnih arterij in sladkorno boleznijo tipa 2.
2. Statine je treba uporabljati za primarno preprečevanje makrovaskularnih (koronarna arterijska bolezen, cerebrovaskularna bolezen ali periferna vaskularna bolezen) zapletov pri odraslih s sladkorno boleznijo tipa 2 in drugimi srčno-žilnimi dejavniki tveganja.
3. Ko se začne zdravljenje za zniževanje holesterola, morajo ljudje s sladkorno boleznijo tipa 2 jemati vsaj zmerne odmerke statina.[84]
4. Pri ljudeh s sladkorno boleznijo tipa 2, ki jemljejo statine, rutinsko spremljanje testov delovanja jeter ali mišičnih encimov ni priporočljivo, razen v posebnih okoliščinah.

### Alternativna medicina
Raziskava iz leta 2002 je pokazala, da je 1,1 % odraslih v ZDA, ki so uporabljali alternativno medicino, to storilo v namen zdravljenja povišanega holesterola. V skladu s prejšnjimi raziskavami je ta ugotovila, da jo je večina posameznikov (55 %) uporabljala v povezavi s konvencionalno medicino. Sistematični pregled učinkovitosti zdravil rastlinskega izvora, ki se uporabljajo v tradicionalni kitajski medicini, je imel nedokončne rezultate zaradi slabe metodološke kakovosti vključenih študij. Pregled preskušanj fitosterolov in/ali fitostanolov, povprečni odmerek 2,15 g/dan, je poročal o povprečno 9-odstotnem znižanju LDL-holesterola. Leta 2000 je Uprava za hrano in zdravila odobrila označevanje živil, ki vsebujejo določene količine estrov fitosterolov ali estrov fitostanolov, kot živil, ki znižujejo holesterol. Leta 2003 je FDA-jeva Interim Health Claim Rule to razširila na živila ali prehranska dopolnila, ki vsebujejo več kot 0,8 g/dan fitosterolov ali fitostanolov. Nekateri raziskovalci pa so zaskrbljeni zaradi dopolnjevanja prehrane z estri rastlinskih sterolov in opozarjajo na pomanjkanje dolgoročnih varnostnih podatkov.

## Epidemiologija
Podatki za Združene države Amerike iz leta 2010 so pokazali, da ima povišan holesterol 13 % ljudi, kar je bilo nekoliko manj kot leta 2000, ko je ta stopnja znašala 17 %.
Povprečni skupni holesterol v Združenem kraljestvu je po raziskavah znašal 5,9 mmol/L, na podeželju Kitajske in Japonske pa 4 mmol/L. Stopnje pojavnosti bolezni koronarnih arterij so v Združenem kraljestvu visoke, na podeželju Kitajske in Japonske pa nizke.

## Raziskovalne možnosti
Kot možno zdravljenje raziskujejo gensko terapijo.